# Burmannia madagascariensis
Burmannia madagascariensis ist eine Pflanzenart aus der Familie der Burmanniaceae. Sie ist beheimatet von Südafrika bis Madagaskar.

## Beschreibung
Burmannia madagascariensis ist eine einjährige, blattgrüne, fadenförmig schlanke, unverzweigt bis sehr selten verzweigt wachsende krautige Pflanze, die eine Wuchshöhe von 10 bis 30 Zentimeter erreicht. Sie ist semi-mykotroph. Ein Rhizom ist nicht vorhanden oder kurz und kriechend, die Wurzeln sind faserig und relativ kurz. Die Blätter sind dreinervig, linealisch bis linealisch-lanzettlich und spitz, 2,8 bis 14 Millimeter lang und 1 bis 1,5 Millimeter breit. Sie stehen als bodenständige Rosette sowie eng angelegt am Stängel, dort sind sie spitz und 1,8 bis 8,6 Millimeter lang sowie 1,2 Millimeter breit.
Der Blütenstand ist ein aus drei bis fünf Blüten bestehender Doppelwickel. Die schwach bis stark gestielten Blüten sind 5,5 bis 12 Millimeter lang und von sehr dunklem Purpur bis hellviolett, selten grün, mit gelben Blütenlappen. Die Blütenröhre ist zylindrisch-dreiwinklig und 2 bis 4 Millimeter lang, die 1 bis 3,8 Millimeter breiten Flügel sind halbiert elliptisch, halbiert herzförmig bis halbiert umgekehrt-eiförmig und verlaufen von unterhalb des Ansatzes des Fruchtknotens bis zum Ansatz der äußeren Blütenlappen. Die äußeren Blütenlappen sind eiförmig bis eiförmig-dreieckig, dünn und aufrecht, mit eingerollten oder schwach eingerollten Rändern und 1 bis 2,3 Millimeter lang, die inneren dreieckig, dünn, und aufrecht, manchmal hinfällig und 0,4 bis 1,3 Millimeter lang. Die Staubfäden sind ungestielt und setzen im Blütenhüllschlund an, das Konnektiv weist zwei kurze, seitliche Arme auf, die die Thecae tragen. Der Griffel ist verdickt und  fadenförmig, an seinem Ende stehen die drei annähernd ungestielten, trompetenförmigen Narben.
Die Fruchtknoten sind elliptisch oder umgekehrt-eiförmig und 2 bis 6 Millimeter lang. Die umgekehrt-eiförmige Kapsel öffnet sich entlang von Querschlitzen. Die Samen sind gelb und elliptisch.

## Verbreitung
Burmannia madagascariensis ist beheimatet von Ruanda bis ins südliche ASfrika, in Madagaskar und auf Mauritius in Höhenlagen zwischen 500 und 1900 Meter, selten bis auf Meereshöhe herabsteigend. Sie findet sich vergesellschaftet in Sümpfen mit Arten von Sphagnum, Cyperaceae, Eriocaulon, Xyris, Drosera, Utricularia, Genlisea und Lobelia.

## Systematik
Die Art wurde 1824 von Karl Martius und Joseph Gerhard Zuccarini erstbeschrieben.